# Throffer
En filosofía política, un throffer, mezcla de las palabras inglesas offer, oferta, y threat, amenaza, es una propuesta (también llamó una intervención) que mezcla una oferta con una amenaza que se llevará a cabo si la oferta no es aceptada. El término fue descrito por vez primera por el filósofo político Hillel Steiner. Mientras otros escritores continuaron usándolo, no ha sido universalmente adoptado. Aunque el aspecto amenazante de un throffer no tiene porqué ser tan obvio, un buen ejemplo sería:
Mata a este hombre y recibirás £100, no le mates y te mataré yo.
Steiner diferenciaba las ofertas, las amenazas y los throffers basándose en la preferencia del cumplimiento y el incumplimiento del sujeto en comparación con el curso normal de los eventos que se habrían producido si no se hubiera realizado ninguna intervención. El relato de Steiner fue criticado por el filósofo Robert Stevens, quien sugirió que lo importante para diferenciar los tipos de intervención era si realizar o no la acción solicitada era más o menos preferible de lo que hubiera sido si no se hubiera realizado ninguna intervención. Los Throffers forman parte de las consideraciones morales y políticas más amplias de la coerción, y forman parte de la cuestión de la posibilidad de ofertas coercitivas. Contrariamente a la sabiduría recibida de que solo las amenazas pueden ser coercitivas, los throffers que carecen de amenazas explícitas se han citado como ejemplo de ofertas coercitivas, mientras que algunos escritores argumentan que las ofertas, las amenazas y los throffers pueden ser coercitivos si se cumplen ciertas condiciones. Para otros, por el contrario, si un throffer es coercitivo, es explícitamente el aspecto de amenaza lo que lo hace, y no todos los throffers pueden considerarse coercitivos.
Las preocupaciones teóricas que rodean a los throffers se han aplicado prácticamente a los programas de workfare. En tales sistemas, a las personas que reciben asistencia social se les reduce la ayuda si rechazan la oferta de trabajo o educación. Varios escritores también han observado que los throffers presentados a personas condenadas por delitos, particularmente a los delincuentes sexuales, pueden resultar en sentencias más indulgentes si aceptan tratamiento médico. El psiquiatra Julio Arboleda-Flórez nos ofrece otros ejemplos y presenta preocupaciones sobre los troffers en la psiquiatría comunitaria, y el experto en administración John J. Clancey también habla sobre los throffers en el empleo.

## Origen y uso
El término throffer es una mezcla de las palabras inglesas de amenaza y oferta.  Fue utilizado por primera vez por el filósofo canadiense Hillel Steiner en un artículo de 1974-1975 Proceedings of the Aristotelian Society . Steiner se había fijado en una cita de la película de 1972 El padrino : "Voy a hacerle una oferta que no podrás rechazar". Si bien la frase parecía ser graciosamente irónica (porque se está haciendo una amenaza, no una oferta), Steiner no estaba satisfecho de que la diferencia entre una oferta y una amenaza fuera simplemente que una promete conferir un beneficio y la otra una penalización. Así acuñó throffer para describir la "oferta" en El Padrino . Un pensador prominente que adoptó el término fue el científico político Michael Taylor, y su trabajo sobre throffers ha sido citado con frecuencia.
El término Throffer, sin embargo, no ha sido adoptado universalmente; Michael R. Rhodes señala que ha habido cierta controversia en la literatura sobre si se debe usar throffer, citando a varios escritores, entre ellos Lawrence A. Alexander, David Zimmerman y Daniel Lyons, que no usan el término. Algunos, incluidos los politólogos Deiniol Jones y Andrew Rigby, consideran que throffer es sinónimo de zanahoria y palo, un modismo que se refiere a la forma en que a un burro se le ofrece una zanahoria para fomentar el cumplimiento, mientras que el incumplimiento es castigado con un palo. Otros escritores, si bien eligen usar la palabra, la consideran pobre. Por ejemplo, el erudito literario Daniel Shore lo califica como "un término algo desafortunado", mientras lo usa en su análisis del Paraíso recuperado de John Milton .

## Definiciones
Además del relato original de Steiner sobre los throffers, otros autores han sugerido definiciones e ideas sobre cómo diferenciar a los ide amenazas y ofertas.

### Steiner
En el artículo que introduce el término throffer, Steiner considera la diferencia entre las intervenciones en forma de amenaza y las de oferta. Concluye que la distinción se basa en cómo difieren las consecuencias del cumplimiento o del incumplimiento para el sujeto de la intervención en comparación con "la norma". Steiner observa que un concepto de "normalidad" se presupone en la literatura sobre coerción, ya que los cambios en el bienestar del sujeto de una intervención no son meramente relativos, sino absolutos; cualquier posibilidad de un cambio absoluto requiere un estándar, y este estándar es "la descripción del curso normal y predecible de los eventos, es decir, el curso de los eventos que enfrentaría el receptor de la intervención si la intervención no ocurriera".
Para una oferta, como "puedes usar mi coche cuando quieras", la consecuencia del cumplimiento "representa una situación que se prefiere a la norma". El incumplimiento, es decir, no aceptar la oferta de uso del coche, es idéntico a la norma, por lo que ni más ni menos preferible. Las amenazas, por otro lado, se caracterizan por el cumplimiento que conduce a un resultado menos preferible a la norma, y el incumplimiento conduce a un resultado aun menos deseable. Por ejemplo, si alguien es amenazado con " el dinero o la vida ", el cumplimiento lo llevaría a perder su dinero, mientras que el incumplimiento lo llevaría a perder la vida. Ambos son menos deseables que la norma (es decir, no estar amenazados en absoluto), pero, para el sujeto de la amenaza, perder dinero es más deseable que ser asesinado. Un throffer es un tercer tipo de intervención. Se diferencia tanto de una amenaza como de una oferta, ya que el cumplimiento es preferible a la norma, mientras que el incumplimiento es menos preferible que la norma.
Para Steiner, todas las ofertas, amenazas y throffers afectan las deliberaciones prácticas de su destinatario de la misma manera. Lo que es significativo para el sujeto de la intervención no es el grado en que las consecuencias del cumplimiento o incumplimiento difieren en deseabilidad de la norma, sino el grado en que difieren en deseabilidad entre sí. Por tanto, una oferta no necesariamente ejerce menos influencia sobre su receptor que una amenaza. La fuerza de la fuerza ejercida por una intervención depende de la diferencia de deseabilidad entre el cumplimiento y el incumplimiento por sí solos, independientemente de la forma de la intervención.

### Stevens
En respuesta a Steiner, Robert Stevens proporciona ejemplos de lo que clasifica de diversas formas como ofertas, amenazas y throffers que no cumplen con las definiciones de Steiner. Da un ejemplo de una intervención que él considera una barrera, en contraposición a una amenaza, pero en la que tanto el cumplimiento como el incumplimiento son menos preferibles a la norma. El ejemplo es el de alguien que pide "o aceptas mi oferta de un puñado de frijoles por tu vaca, o te mato". Para el sujeto, se prefiere mantener la vaca al cumplimiento y al incumplimiento del throffer. Utilizando este y otros ejemplos, Stevens argumentó que la explicación de Steiner de diferenciar los tres tipos de intervenciones es incorrecta.
En su lugar, Stevens sugiere que determinar si una intervención es un throffer depende no de la conveniencia del cumplimiento y del incumplimiento en comparación con la norma, sino de la conveniencia de las acciones implicadas en el cumplimiento o el incumplimiento en comparación con lo que habría sido su conveniencia. no se hizo ninguna intervención. Propone que se hace un throffer si P intenta alentar a Q para que haga A aumentando "la deseabilidad de Q de Q haciendo A en relación con lo que hubiera sido si P no hubiera hecho ninguna propuesta y disminuye la deseabilidad de Q de Q sin hacer- A relativo a lo que habría sido si P no hubiera hecho ninguna propuesta ". Una oferta, por el contrario, aumenta la conveniencia de Q de Q haciendo A en comparación con lo que habría sido sin la intervención de P, dejando la conveniencia de Q de Q haciendo no-A como hubiera sido. Una amenaza disminuye la conveniencia de Q de Q haciendo no-A en comparación con lo que hubiera sido sin la intervención de P, mientras deja la conveniencia de Q de Q haciendo A como hubiera sido.
| La intervención de P es una... | ...Si P cree que Q siente...          | ...Si P cree que Q siente...             |
| La intervención de P es una... | ...hacer A tras la intervención es... | ...no hacer A tras la intervención es... |
| ------------------------------ | ------------------------------------- | ---------------------------------------- |
| ...Oferta...                   | ... más preferible que antes.         | ... tan preferible como antes.           |
| ...Amenaza...                  | ... tan preferible como antes.        | ...menos preferible que antes.           |
| ...throffer...                 | ...más preferible que antes.          | ...menos preferible que antes.           |

### Kristjánsson
El filósofo político Kristján Kristjánsson diferencia amenazas y ofertas explicando que la primera es una propuesta que crea un obstáculo, mientras el segundo es una amable propuesta (otro ejemplo sería una petición) que no lo crea. También hace una distinción entre propuestas provisionales y propuestas finales, la cual cree que los autores anteriores habían ignorado. Una propuesta provisional no crea ningún obstáculo para el sujeto, ya que es una oferta. Por ejemplo, "Si coges el papel por mi,  conseguirás un caramelo" es una propuesta provisional, ya que no implica lógicamente que si no consigues coger el papel no consigas el caramelo,  es posible que el caramelo puede ser adquirido por otra ruta. En otras palabras, si el sujeto consigue el papel, consigue el caramelo . Por contraste, si la propuesta era una propuesta final, sería "solo si coges el papel por mi, conseguirás el caramelo". Esto implica que el caramelo solo puede ser adquirido si el sujeto coge el papel y no de otra manera. Para Kristjánsson, esta clase de propuesta final constituye un throffer. Hay una oferta a coger el papel ("si"), y una amenaza que el caramelo solo puede ser adquirido a través de esta ruta ("solo si"). Como tal, un obstáculo ha sido colocado en la ruta de adquirir el caramelo.
Autores anteriores (Kristjánsson cita a Joel Feinberg, Alan Wertheimer y Robert Nozick ) proporcionaron análisis morales y estadísticos de varios experimentos mentales para determinar si las propuestas que involucran son amenazas u ofertas. En el relato de Kristjánsson, por el contrario, todos los experimentos mentales considerados son obstáculos. En cambio, argumenta, los análisis de los pensadores anteriores intentaron diferenciar las ofertas que limitan la libertad de las que no lo hacen. Combinan dos tareas, la de diferenciar las amenazas y las ofertas y la de diferenciar las amenazas que restringen la libertad de las amenazas que no restringen la libertad. Concluye que los métodos de los pensadores también son inadecuados para determinar la diferencia entre las amenazas que restringen la libertad y las que no restringen la libertad, para lo cual se requeriría una prueba de responsabilidad moral.

### Rhodes
El filósofo político y teórico legal Michael R. Rhodes creó una cuenta de amenazas, ofertas y throffers basados a la percepción del tema de la propuesta (y, en el caso de propuestas de agentes cuando están opuestas a la naturaleza, la percepción del agente que hace la propuesta.) Rhodes presenta siete siete razones por las que P puede querer hacer lo que le llevaría a B:
1. W1 (intrínseco-logro-querer): "B se quiere por él mismo; B está percibido por P con inmediata aprobación; B está valorado por lo que es por P."
2. W2 (extrinsic-logro-querer): "B está percibido por P como un medio para E donde E es un intrínseco-logro-querer."
3. W3 (compuesto-logro-querer): "B es tanto intrínsecos-logro-querer y un extrinsic-logro-querer; B es tanto W1 como W2."
4. W4 (extrinsic-evitación-querer): "B está percibido por P como medios de evitar F donde F está percibido por P con inmediata desaprobación (P teme a F o F acecha a P)."
5. W5 (complejo-querer-tipo-Un): "B es tanto W1 como W4."
6. W6 (complejo-querer-tipo-B): "B es tanto W2 como W4."
7. W7 (complejo-querer-tipo-C): "B es tanto W3como W4."[27]

Las propuestas que motivan a P para actuar debido a W1, W2 o W3 representan ofertas. Los que hacen tan debido a W4 representan amenazas. Las notas de Rhodes de las ofertas y las amenazas son asimétricas: mientras una oferta requiere solo un leve aprobación, si hay un grado alto de desaprobación antes de una propuesta se puede considerar una amenaza. El grado de desaprobación tiene que ser lo bastante alto para provocar la "percepción de una amenaza y el sentido correlativo de miedo". Rhodes etiqueta throffers a aquellas propuestas que motiva P para actuar debido a W5, W6 o W7, pero apunta a que el nombre no es universalmente utilizado.
Para Rhodes, los throffers pueden no ser meramente propuestas bicondicionales. Si Q propone a P que le pague $10,000 de modo que Q retenga información que llevaría al arresto de P, entonces a pesar del hecho que la propuesta es bicondicional (P puede escoger pagar o no pagar, el cual dirigiría a resultados diferentes) no es un throffer. Esto es porque la elección de pagar no puede ser considerada atractiva para P independiente de la propuesta de Q. P está pagando a Q no dirige a la satisfacción de un logro-querer, el cual es una condición necesaria  para que una propuesta siga siendo una oferta bajo la opinión de Rhodes .
La excepción a esto es cuando un agente ofrece ayudar a otro a superar una amenaza de fondo (una amenaza que no fue introducida por la propuesta). Los bicondicionales, además de amenazas u ofertas, pueden contener propuestas neutras, y así que no serían throffers. La posibilidad de que otro agente no actue es necesariamente neutral. Throffer es aquellas propuestas bicondicionales que contienen una amenaza y una oferta, en oposición a las propuestas bicondicionales contienen una amenaza y propuesta neutra, o una oferta y una propuesta neutra. En el caso de los  throffers, siempre va a ser difícil o incluso imposible de determinar si un agente actúa en el aspecto amenazante de la propuesta o la oferta.

## Throffers y coacción
La consideración de los throffers forma parte de la cuestión más amplia de la coerción y, específicamente, la posibilidad de una oferta coercitiva . Es difícil determinar si los throffers son coercitivos y, de ser así, en qué medida. La suposición tradicional es que las ofertas no pueden ser coercitivas, solo las amenazas pueden, pero los throffers pueden desafiarlo. El aspecto amenazador de un throffer no necesita ser explícito, como lo fue en los ejemplos de Steiner. En cambio, un throffer puede tomar la forma de una oferta, pero conlleva una amenaza implícita. El filósofo John Kleinig ve un throffer como un ejemplo de una ocasión en la que una oferta por sí sola puede considerarse coercitiva. Otro ejemplo de oferta coercitiva puede ser cuando la situación en la que se hace la oferta ya es inaceptable. Por ejemplo, si el propietario de una fábrica se aprovecha de un entorno económico deficiente para ofrecer a los trabajadores un salario injusto. Para Jonathan Riley, una sociedad liberal tiene el deber de proteger a sus ciudadanos de la coerción, ya sea que la coacción provenga de una amenaza, oferta, throffer o alguna otra fuente. "Si otras personas ... intentan frustrar los deseos del titular de los derechos, entonces una sociedad liberal debe tomar medidas para evitarlo, por ley si es necesario. Todo ejercicio de poder por parte de otros para frustrar las preferencias individuales o grupales relevantes constituye una 'interferencia' injustificada con la libertad en asuntos puramente privados " 
Ian Hunt está de acuerdo en que las ofertas pueden considerarse coercitivas y afirma que, cualquiera que sea la forma que adopten las intervenciones, pueden considerarse coercitivas "cuando son influencias socialmente corregibles sobre la acción que disminuyen la libertad de un agente en general". Acepta que una posible objeción a su afirmación es que al menos algunas ofertas coercitivas aparentemente aumentan la libertad de sus destinatarios. Por ejemplo, en el experimento mental del millonario lascivo, un millonario ofrece a una madre dinero para el tratamiento de la enfermedad que amenaza la vida de su hijo a cambio de que se convierta en la amante del millonario. Joel Feinberg considera la oferta coercitiva, pero al ofrecer una posibilidad de tratamiento, el millonario ha aumentado las opciones de que dispone la madre y, por tanto, su libertad. Para Hunt, Feinberg "pasa por alto el hecho de que la oferta del millonario abre la opción de la madre a salvar a su hijo con la condición de que se cierre la opción de no ser la amante del millonario". Hunt no ve a la madre más libre; "si bien está claro que tiene una mayor capacidad para perseguir sus intereses como madre una vez que se ha hecho la oferta, y en esa medida puede considerarse más libre, también está claro que su capacidad para perseguir sus intereses sexuales puede haber sido disminuido."  Toda propuesta coercitiva, ya sea amenaza, oferta o throffer, según Hunt, contiene una pérdida y una ganancia simultáneas de libertad. Kristjánsson, por el contrario, sostiene que la explicación de Feinberg de las "ofertas coercitivas" es defectuosa porque no son ofertas en absoluto, sino throffers.
Peter Westen y HLA Hart argumentan que los throffers no siempre son coercitivos y, cuando lo son, es específicamente la amenaza lo que los hace así. Para que un throffer sea coercitivo, afirman, la amenaza debe cumplir tres condiciones más. En primer lugar, la persona que hace el throffer "debe estar amenazando intencionalmente con X para que X haga algo, Z 1 ", en segundo lugar, la persona que hace el throffer debe saber que "X no haría o no desearía ser limitado de otra manera para hacer "Z 1, y, en tercer lugar, la parte de amenaza del throffer debe hacer que" la opción de X de hacer Z 1  sea más elegible a los ojos de X de lo que sería de otra manera ". Como tal, para los autores, existe la posibilidad de que los throffers no sean coercitivos. La pareja presenta tres posibles ejemplos. En primer lugar, cuando el aspecto de amenaza del throffer es una broma; en segundo lugar, cuando el aspecto de la oferta ya es tan deseable para el sujeto que la amenaza no afecta su toma de decisiones; o, en tercer lugar, cuando el sujeto cree erróneamente que la amenaza es irrelevante debido al atractivo de la oferta. De manera similar, Rhodes concluye que si un throffer es coercitivo, es debido al aspecto amenazante. Para él, la cuestión es "si uno considera el componente de amenaza de un throffer como una condición necesaria y suficiente para la realización de un comportamiento". Sostiene que si la oferta sin la amenaza hubiera sido suficiente para que el agente sujeto a la propuesta actuara, entonces la propuesta no es coercitiva. Sin embargo, si tanto los aspectos de oferta como de amenaza del throffer son factores motivadores, entonces es complicado determinar si el agente sujeto a la propuesta fue coaccionado. Sugiere que diferenciar entre "coerción pura" y "coerción parcial" puede ayudar a resolver este problema, y que la cuestión de la coerción en estos casos es de grado.

## Ejemplos prácticos
Los asuntos conceptuales alrededor de throffers son prácticamente aplicados en estudios varias áreas, pero el término es también utilizado fuera del academicismo. Por ejemplo, ha sido usado en polçitica y tribunales británicos.

### Sistema de trabajo
El pensamiento conceptual sobre los throffers se aplica prácticamente en consideraciones de ayuda condicional, como se usa en los sistemas de trabajo. Para la filósofa y teórica política Gertrude Ezorsky, la negación del bienestar cuando los sujetos rechazan el trabajo es el epítome de un throffer. Bienestar condicional también es etiquetado como un throffer por el filósofo político Robert Goodin . En palabras de Daniel Shapiro, también filósofo político, el aspecto de oferta del sistema de trabajo se ve en los "beneficios que uno recibe si aprende nuevas habilidades, consigue un trabajo, altera comportamientos destructivos y cosas por el estilo", mientras que el aspecto de amenaza se ejecuta con "la eliminación o reducción de la ayuda, si la persona, después de cierto tiempo, no acepta la oferta". Para Goodin, la cuestionabilidad moral del aspecto de amenaza de un throffer generalmente se ve mitigada por el atractivo del aspecto de oferta. De esta manera, el workfare puede representar un throffer "genuino", pero solo cuando una persona que recibe pagos de bienestar no necesita los pagos para sobrevivir y, por lo tanto, posee una opción genuina en cuanto a aceptar el throffer. Sin embargo, cuando un individuo no podría sobrevivir si dejara de recibir pagos de asistencia social, no hay una opción genuina; el individuo es, para Goodin, incapaz de rechazar el throffer. Esto anula el factor moralmente atenuante que suele poseer un throffer. Esto se presenta como un argumento en contra del sistema de trabajo, y Goodin anticipa que los defensores responderían de manera paternalista al afirmar que, independientemente de los problemas de libertad, el individuo en cuestión se beneficiaría de participar en el trabajo o la educación ofrecidos.
Shapiro responde al argumento de Goodin desafiando su supuesto fáctico de que las personas morirían de hambre si rechazaran la oferta de trabajo. En los sistemas de trabajo patrocinados por el estado (ver estado de bienestar ), afirma, solo la asistencia monetaria se elimina al negarse a aceptar el throffer, mientras que en los sistemas privados (es decir, organizaciones benéficas u organizaciones no estatales que ofrecen ayuda condicional), existen otros grupos que no sean el que opera un sistema de trabajo. En cualquier sistema, los beneficiarios de la asistencia social también pueden acudir a familiares y amigos en busca de ayuda. Por estas razones, no considera que el throffer sea irrecuperable en los casos en los que Goodin cree que lo es. También se presenta una segunda objeción (y, según afirma Shapiro, más importante). El bienestar estatal sin sanciones no refleja la forma en que los trabajadores que no dependen de los pagos de bienestar social asumen la responsabilidad de sus vidas. Si una persona que trabaja deja de trabajar, observa Shapiro, entonces, por lo general, su situación económica empeorará. El bienestar estatal incondicional no refleja esto, sino que refleja la posición inusual de la persona que no estaría peor si se negara a trabajar. Dado que el bienestar incondicional no refleja la situación de los trabajadores corrientes, no puede determinar si las personas están dispuestas a asumir la responsabilidad de sus vidas.
Para Ivar Lødemel y Heather Trickey, editores de ' Una oferta que no puedes rechazar: Sistemas de trabajo en perspectiva internacional', la dependencia de la compulsión los hace throffers. Citando el modelo danés como ejemplo particular, la pareja argumenta que el sistema de trabajo implica el uso de ofertas obligatorias; si bien el trabajo o la educación se presentan como una oferta, debido a que los beneficiarios de la asistencia social dependen de la ayuda que perderían si rechazan la oferta, en la práctica no tienen otra opción. El aspecto compulsivo revela que al menos algunos beneficiarios de la asistencia social, a los ojos de los responsables políticos, requieren coerción antes de aceptar ofertas de trabajo. Ni la posibilidad de un trabajo remunerado ni la participación en esquemas laborales son, por sí solas, suficientes para alentar a algunos a aceptar libremente las ofertas que reciben. Esta compulsión sirve para reintegrar a las personas al mercado laboral y sirve como una especie de "nuevo paternalismo". Los autores están preocupados por esta compulsión y presentan varios argumentos en su contra que son posibles o han sido utilizados en la literatura: En primer lugar, afecta los derechos de aquellos contra quienes se usa. Esto puede hacer que sea objetable en sí mismo, o puede acabar en resultados indeseables. En segundo lugar, se puede argumentar que los beneficios deben ser incondicionales para que actúen como una auténtica red de seguridad . En tercer lugar, la compulsión socava la retroalimentación de los consumidores, por lo que no se puede diferenciar entre programas buenos y malos presentados a quienes reciben asistencia social. En cuarto lugar, tal coerción puede contribuir a una cultura de resistencia entre quienes reciben asistencia social.

### Prisioneros y salud mental
El psicólogo forense Eric Cullen y el gobernador de prisiónes Tim Newell afirman que los presos se enfrentan a un throffer una vez que se les dice que deben reconocer su culpabilidad antes de que se les ofrezca la libertad condicional o se les traslade a una prisión abierta. Cullen y Newell citan el ejemplo de un preso que admitió falsamente su culpabilidad para mudarse a una prisión abierta; una vez allí, sin embargo, sintió que ya no podía mentir sobre su culpabilidad, y confesó al gobernador de la prisión. Posteriormente fue trasladado de nuevo a una prisión de máxima seguridad. En el caso de los delincuentes sexuales, se presenta un throffer cuando se les ofrece la libertad si aceptan tratamiento, pero se les amenaza con condenas extendidas si no lo hacen. Cullen y Newell están preocupados por la situación en la que estos throffer se presentan a los prisioneros, incluidos los declarados inocentes en la apelación. Las preocupaciones en torno a los throffers propuestos a los delincuentes sexuales condenados también han sido discutidas en prensa por Alex Alexandrowicz, quién fue encarcelado injustamente, y el criminólogo David Wilson . Este último observó las dificultades para las personas inocentes encarceladas injustamente que se enfrentan al problema de que se les acorte la pena si "reconocen su culpabilidad", pero señaló que, como rara vez se consideraban las perspectivas de los presos, el problema generalmente no es visible.
Asimismo, el tratamiento terapéutico de los no delincuentes con problemas de salud mental se puede considerar en términos de restricciones. En psiquiatría comunitaria, a los pacientes con problemas de salud mental a veces se les presenta la prestación de servicios sociales, como ayudas económicas o de vivienda, a cambio de un cambio de estilo de vida y de informar sobre la administración de medicamentos. El psiquiatra Julio Arboleda-Flórez considera estos estranguladores una forma de ingeniería social y le preocupa que tenga múltiples implicaciones con respecto a los mecanismos coercitivos, desde las restricciones implícitas de la libertad hasta la atribución de vulnerabilidad. Lo primero incluiría amenazas a la autonomía personal, infundiendo miedo ante una potencial pérdida de libertad, un aumento de la dependencia con desconfianza en las propias capacidades para gestionar el negocio de la vida y, por tanto, un aumento de sentimientos y actitudes de desamparo. La atribución de vulnerabilidad anula el principio de igualdad entre los socios, constituye una invasión de la privacidad e impacta en los derechos positivos de las personas.

### Empresarial
Según el investigador de gestión John J. Clancey, la gestión científica puede implicar el uso de throffers. Si bien el trabajo a destajo se había utilizado desde la Edad Media, Frederick Winslow Taylor combinó la gestión racionalizada con el trabajo a destajo para crear un nuevo sistema. Los procesos de productividad se estandarizaron, después de lo cual los gerentes pudieron presentar un throffer a los trabajadores: se ofreció un salario más alto si podían exceder el estándar, mientras que se amenazó un salario más bajo para cualquiera que no cumpliera con las expectativas.

## Otras lecturas
- Frankfurt, Harry Gordon (1973). «Coercion and moral responsibility».  En Ted Honderich, ed. Essays on Freedom of Action. Routledge. pp. 63–86. ISBN 9780710073921.
- Feinberg, Joel (1989). The Moral Limits of the Criminal Law III: Harm to Self. Oxford University Press. ISBN 9780195059236. doi:10.1093/0195059239.001.0001.
- Nozick, Robert (1997). «Coercion». Socratic Puzzles. Harvard University Press. pp. 15-44. ISBN 9780674816534. Originally published in Sidney Morgenbesser, Patrick Suppes and Morton Gabriel White. Philosophy, Science, and Method: Essays in Honor of Ernest Nagel. St. Martin's Press. pp. 440–72.
- Swanton, Christine (1989). «Robert Stevens on offers». Australasian Journal of Philosophy 67 (4): 472-5. doi:10.1080/00048408912343991.
- Wertheimer, Alan (1989). Coercion. Princeton University Press. ISBN 9780691023229.

### Textos citados
- Alexandrowicz, Alex; Wilson, David (1999). The Longest Injustice: The Strange Story of Alex Alexandrowicz. Waterside Press. ISBN 9781872870458.
- Arboleda-Flórez, Julio (2011). «Psychiatry and the law – do the fields agree in their views on coercive treatment?».  En Thomas W. Kallert; Juan E. Mezzich; John Monahan, eds. Coercive Treatment in Psychiatry: Clinical, Legal and Ethical Aspects. Wiley. pp. 83–96. ISBN 9780470978658.
- Alexander, Lawrence A. (1983). «Zimmerman on coercive wage offers». Philosophy & Public Affairs 12 (2): 160-4. JSTOR 2265311.
- Anderson, Scott (2011). «Coercion». Stanford Encyclopedia of Philosophy. Consultado el 21 de febrero de 2013.
- Ayto, John (2010). Oxford Dictionary of English Idioms. Oxford University Press. ISBN 9780199543786.
- Bardhan, Pranab K. (2005). Scarcity, Conflicts, and Cooperation. MIT Press. ISBN 9780262261814. (requiere registro).
- Burnell, Peter (2008). «From evaluating democracy assistance to appraising democracy promotion». Political Studies 56 (2): 414-34. S2CID 143190675. doi:10.1111/j.1467-9248.2007.00653.x. Parámetro desconocido |citeseerx= ignorado (ayuda)
- Carter, Ian (2011). «Throffers».  En Keith Dowding, ed. The Encyclopedia of Power. Sage Publications. p. 667. ISBN 9781412927482.
- Clancey, John Joseph (1998). The Old Dispensation: Loyalty in Business. Fairleigh Dickinson University Press. ISBN 9780838637937.
- Cullen, Eric; Newell, Tim (1999). Murderers and Life Imprisonment: Containment, Treatment, Safety and Risk. Waterside Press. ISBN 9781906534332. (requiere registro).
- Ezorsky, Gertrude (2011) [2007]. Freedom in the Workplace?. Cornell University Press. ISBN 9780801459504.
- Goodin, Robert (1998). «Social welfare as a collective social responsibility».  En David Schmidtz; Robert Goodin, eds. Social Welfare and Individual Responsibility: For and Against. Cambridge University Press. pp. 97–195. (requiere registro).
- Goti, Jaime Malamud (1999). «Power under state terror».  En Harold Hong-Ju Koh; Ronald Slye, eds. Deliberative Democracy and Human Rights. Yale University Press. pp. 190–209. ISBN 9780300128734. (requiere registro).
- Hart, H. L. A.; Westen, Peter (1985). «'Freedom' and 'coercion': Virtue words and vice words». Duke Law Journal 1985 (3/4): 542-93. JSTOR 1372371. doi:10.2307/1372371.
- Hunt, Ian (2001). «Overall freedom and constraint». Inquiry 44 (2): 131-47. S2CID 143462911. doi:10.1080/002017401750261545.
- Jones, Deiniol (1999). Cosmopolitan Mediation?: Conflict Resolution and the Oslo Accords. Manchester University Press. ISBN 9780719055188.
- Kleinig, John (2009). «The nature of consent».  En Franklin G. Miller; Alan Wertheimer, eds. The Ethics of Consent: Theory and Practice. Oxford University Press. pp. 3-24. ISBN 9780199715053.
- Kristjánsson, Kristján (1992). «Freedom, offers and obstacles». American Philosophical Quarterly 29 (1): 63-70. JSTOR 20014399.
- Lødemel, Ivar; Trickey, Heather (2001). «A new contract for social assistance».  En Ivar Lødemel; Heather Trickey, eds. 'An Offer You Can't Refuse': Workfare in International Perspective. The Policy Press. pp. 1–40. ISBN 9781861341952.
- Lyons, Daniel (1975). «Welcome threats and coercive offers». Philosophy 50 (194): 425-36. JSTOR 3750051. doi:10.1017/S0031819100025602.
- Rhodes, Michael R. (2000). Coercion: A Nonevaluative Approach. Value Inquiry Book Series 92. Rodopi. ISBN 9789042007895.
- Rigby, Andrew (1991). Living the Intifada. Zed Books. ISBN 978-1856490399.
- Riley, Jonathan (1989). «Rights to liberty in purely private matters: Part 1». Economics and Philosophy 5 (2): 121-66. doi:10.1017/S0266267100002364.
- Shapiro, Daniel (2007). Is the Welfare State Justified?. Cambridge University Press. ISBN 9780511295201.
- Shore, Daniel (2012). Milton and the Art of Rhetoric. Cambridge University Press. ISBN 9781107021501.
- Steiner, Hillel (1974–75). «Individual liberty». Proceedings of the Aristotelian Society 75: 33-50. JSTOR 4544864. doi:10.1093/aristotelian/75.1.33.
- Stevens, Robert (1988). «Coercive offers». Australasian Journal of Philosophy 66 (1): 84-95. doi:10.1080/00048408812350261.
- Taylor, Michael (1982). Community, Anarchy and Liberty. Cambridge University Press. ISBN 9780521270144.
- Wilson, David (1 de febrero de 2001). «Parole chances slim for innocent prisoners». The Guardian. Archivado desde el original el 23 de enero de 2003. Consultado el 3 de septiembre de 2003.
- Zimmerling, Ruth (2005). Influence and Power: Variations on a Messy Theme. Springer. ISBN 9781402029868. (requiere registro).
- Zimmerman, David (1981). «Coercive wage offers». Philosophy & Public Affairs 10 (2): 121-45. JSTOR 2264975.

- Datos: Q7798331